# Fabrikpalast

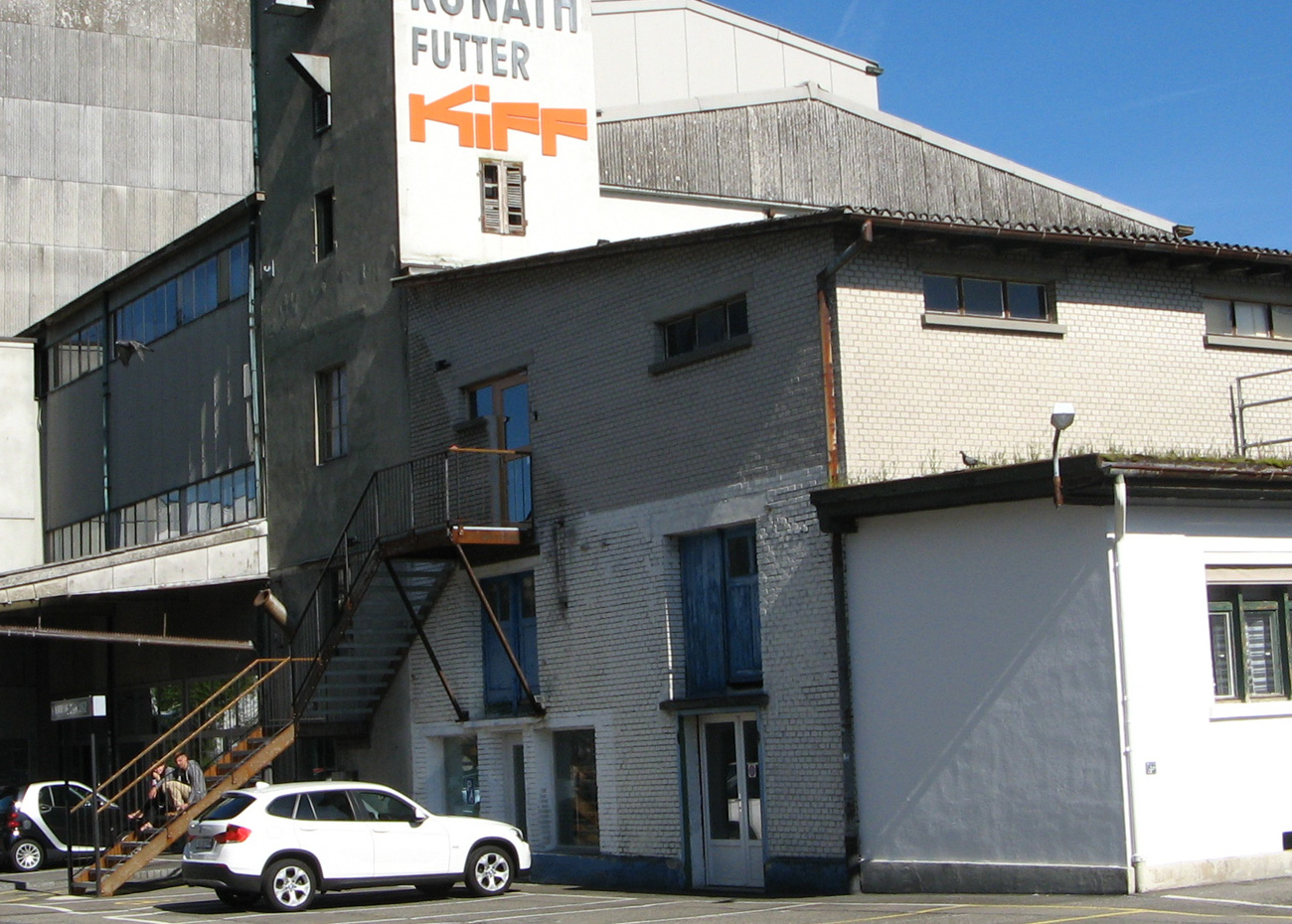
Das Foyer des Fabrikpalastes im KiFF ist über die Außentreppe erreichbar

Der Fabrikpalast Aarau war ein Haus für innovatives Figurentheater. Es wurde 1999 gegründet und befand sich in den Räumlichkeiten des KiFF in einer ehemaligen Futterfabrik im Telliquartier Aaraus.
Der Fabrikpalast verfügte über rund 65 Sitzplätze (bei Schulvorstellungen bis zu 100) mit ansteigender Tribüne. Das Haus führte einen internationalen Gastspielbetrieb, der aber mit dem «Theater-Pack» als Hausensemble auch eigene Stücke produzierte. Gründer und Leiter war der Figurenspieler Hansueli Trüb, Träger der Förderverein Fabrikpalast. Der Fabrikpalast Aarau wurde vom Kanton Aargau und der Stadt Aarau subventioniert. Im Programm wurden Bühnen aus dem In- und Ausland gezeigt; das Angebot richtete sich an Familien, Schulen und Erwachsene.
Bis zur Saison 2013/14 verzeichnete das Theater pro Jahr rund 1500, seither jährlich rund 2500 Besucher. Zum fünfzehnjährigen Jubiläum wurde im Oktober 2014 ein dreiwöchiges Festival veranstaltet. Im Jubiläumjahr kürzte der Kanton die finanzielle Unterstützung des Theaters um 20 Prozent, die Stadt glich immerhin die Mieterhöhung aus. 2018 wurde der kantonale Beitrag wieder leicht erhöht.
Seit Anfang 2015 unterhielt der Trägerverein eine eigene Geschäftsstelle, die aus dem Jahresbudget von rund 100000 Franken getragen wurde. Rund ein Drittel des Jahresbudgets stammte aus öffentlichen Geldern.
Im Frühling 2020 schloss der Fabrikpalast seine Tätigkeit in Kooperation mit dem Theater Tuchlaube mit dem Figuren- und Objekttheater-Fest „Szene machen“ ab (das aber wegen Covid-19-Massnahmen weitgehend nicht durchgeführt werden konnte). Die Ausstellung „Der Blick des Gabelduschers“ zeigte Arbeiten aus 40 Jahren freier Theaterarbeit des Theater-Packs. Der Fabrikpalast fusionierte mit zwei anderen Organisationen zur „Bühne Aarau“ und stellte in der Folge sein eigenes Programm ein. Die Bühne Aarau führt eine Programmschiene Figurentheater weiter.
Das «Theater-Pack» tritt als selbständiges Ensemble auch überregional auf.